# Canal Alphonse-XIII

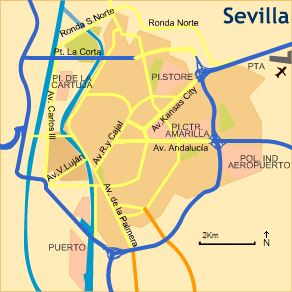
Plan de Séville montrant (en bleu clair) le Guadalquivir à l'ouest et le canal Alphonse-XIII à l'est. Contrairement à ce que l'image montre, les deux cours d'eau ne sont pas reliés à leur extrémité nord.

Le canal Alphonse-XIII, également appelé darse du Guadalquivir, est une longue darse qui traverse du nord au sud la ville andalouse de Séville, en Espagne.

## Géographie
Les eaux du canal Alphonse-XIII proviennent du canal de Tablada, par lequel le Guadalquivir contourne la ville depuis le milieu du XXe siècle. Partant en aval du port de Séville, le canal Alphonse-XIII part vers le nord, traverse le port et une écluse, puis la ville de Séville du sud au nord en suivant l'ancien lit du Guadalquivir. Malgré son nom, le canal étant obstrué à son extrémité nord, dite de San Jerónimo, il ne s'agit pas d'un canal à proprement parler mais d'une darse.

## Histoire

### Création du Canal Alphonse-XIII
Jusqu'au début du XXe siècle, le Guadalquivir, venant du nord, traversait Séville et décrivait à la sortie de la ville, au sud, un méandre très marqué vers l'ouest qui rendait difficile le trafic fluvial en provenance de l'océan Atlantique. Entre 1903 et 1926, des modifications furent effectuées afin de simplifier l'accès des navires au port fluvial, selon un projet appelé Plan Moliní, du nom de Luis Moliní, directeur du conseil des travaux du port : le canal de Tablada, qui prit ensuite le nom de canal Alphonse-XIII (en l'honneur du roi d'Espagne), fut alors creusé dès 1918, créant une ligne droite entre les deux extrémités du méandre. L'extrémité amont du canal Alphonse-XIII se trouvait alors approximativement à l'emplacement actuel du pont de las Delicias. Parmi les autres aménagements du plan Moliní, notons l'extension du port, l'installation de nouveaux quais et la construction du pont de San Telmo. Ce dernier possédait originellement un tablier central levant. En 1968, quand la zone portuaire fut déplacée vers le sud, la partie centrale du pont fut transformée en une arche fixe,. Les travaux souffrirent d'importants retards dus notamment à la mauvaise situation financière de la junte du port et à la Première Guerre mondiale qui mit un frein aux activités commerciales en Europe. Les nouveaux aménagements furent inaugurés pour l'Exposition ibéro-américaine de 1929.

### Déviation du fleuve et création de la darse

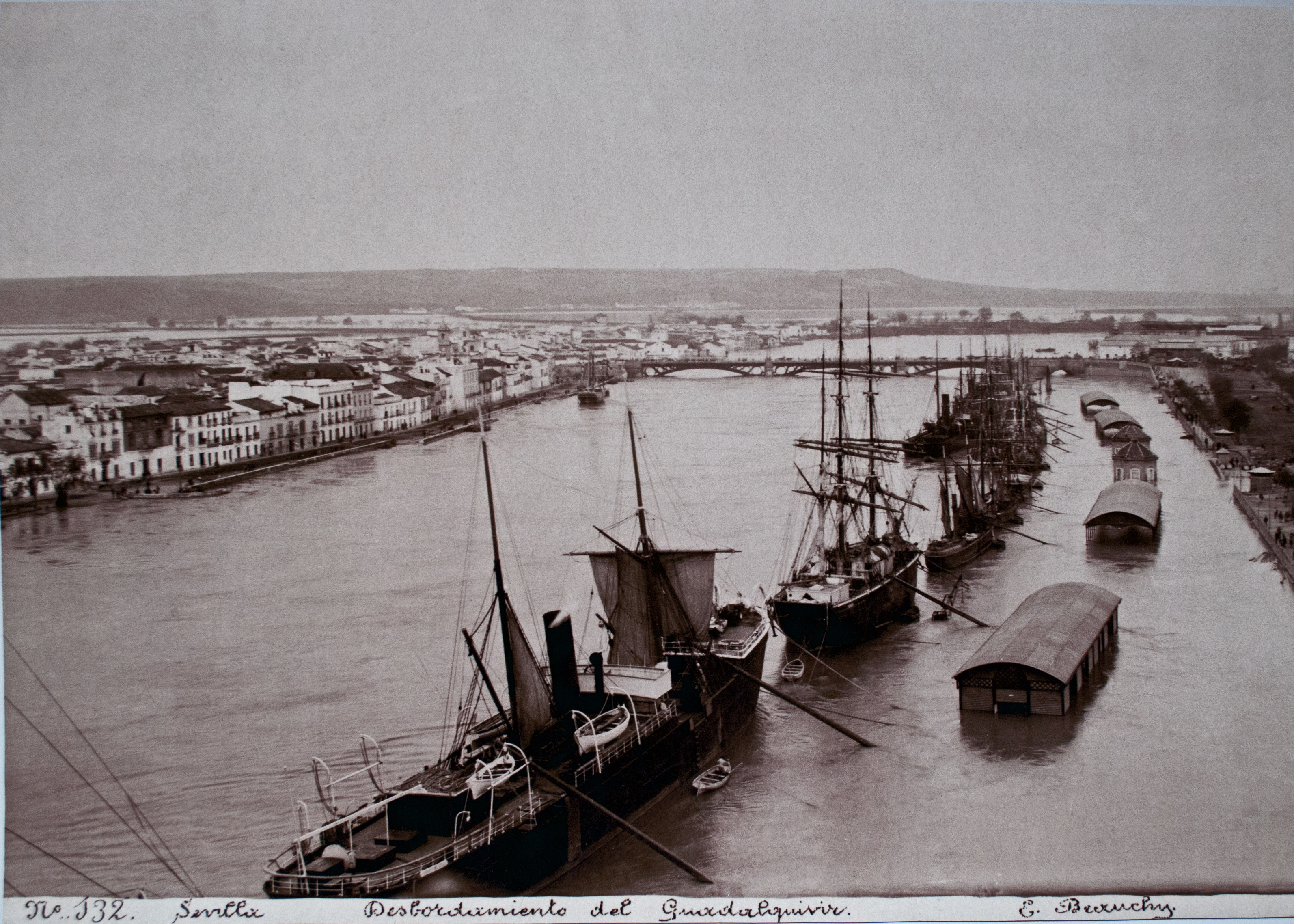
Le Guadalquivir inondant la ville lors d'une crue en 1892.

Le port de Séville avec le canal Alphonse-XIII à l'est (en bas), le Guadalquivir à l'ouest au niveau du méandre de San Juan de Aznalfarache (en haut) et l'écluse fermant la darse au sud (à gauche).

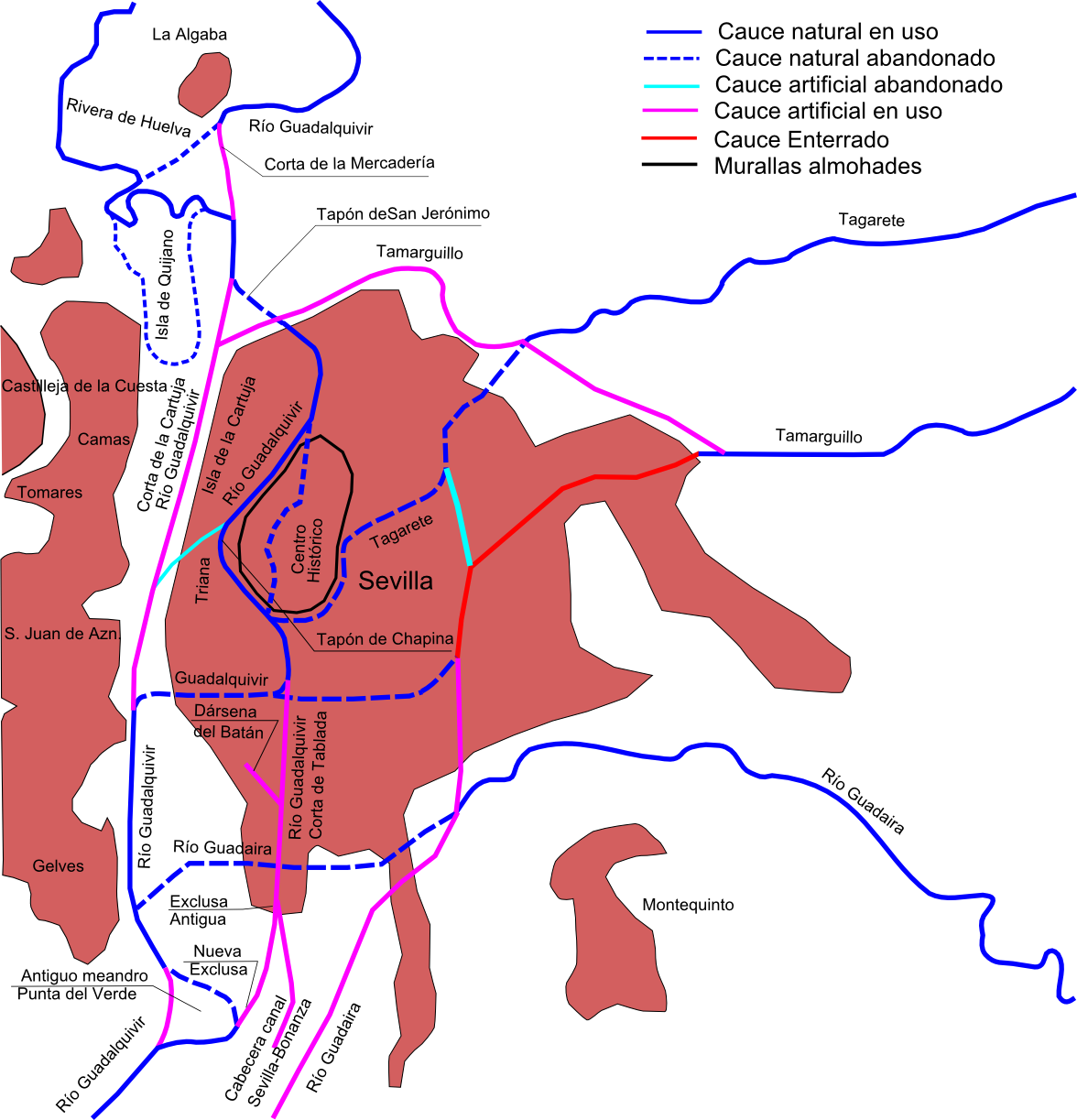
Situation en 2013 des modifications effectuées sur le cours du Guadalquivir lors de sa traversée de Séville : on y retrouve :
- le premier tronçon du canal Alphonse-XIII (Corta de Tablada, en rose)
- le canal joignant le méandre au nord de la ville (Corta de Cartuja, en rose)
- les deux « bouchons » déviant entièrement le fleuve vers l'ouest (traitillés bleus situés au centre, au-dessus du texte Darseña del Batán et, également en traitillés bleus, Tapón de San Jerónimo, au nord

En 1927, un nouveau plan d'aménagement appelé Plan Delgado Brackenbury, d'un coût estimé à 42 millions de pesetas, fut établi. Les travaux débutèrent en 1929 pour se terminer, avec 18 ans de retard, en 1951. Ils consistèrent à ouvrir un nouveau canal (la Corta de Cartuja) partant de la rive concave amont du méandre de San Juan de Aznalfarache et remontant l'ouest de la ville jusqu'à la Cartuja. Le plan permit, en 1948, pour éviter les importantes crues qui inondaient régulièrement la ville et notamment le district de Triana,, de totalement dévier le Guadalquivir à l'ouest, à l'extérieur de la ville. Dans ce but, le nouveau canal passant à l'ouest de la ville fut creusé plus loin vers le nord-est pour rejoindre le Guadalquivir au nord de la ville, au lieu-dit San Jerónimo et le fleuve fut dévié dans le canal, l'obligeant ainsi à contourner totalement Séville par l'ouest.
Le lit originel du fleuve, passant au milieu de Séville, fut de plus obstrué à deux autres endroits : au nord du district de Triana au lieu-dit la Chapina et au niveau de San Juan de Aznalfarache. Ces aménagements, complétés par la création d'une écluse à l'extrémité aval du canal Alphonse-XIII en 1951, transformèrent ce qui restait du lit originel du fleuve, situé entre le nord de Triana et l'écluse, en une darse qui reprit le nom de canal Alphonse-XIII.

### L'Exposition universelle de 1992: le prolongement de la darse
Dans le cadre de la préparation de l'Exposition universelle de 1992, la darse fut prolongée sur plusieurs centaines de mètres en direction du nord en suivant le cours historique du Guadalquivir, lui permettant de longer le parc de l'exposition.

## Les ponts enjambant le canal
Dix ponts traversent la darse : la passerelle de San Jerónimo (le dernier à avoir vu le jour, en 2013), le pont Isabelle II, le pont de San Telmo, le pont de los Remedios, le pont de l'Alamillo, le pont de la Barqueta, la passerelle de la Cartuja, le pont du Christ de l'Expiration, le pont de las Delicias et le pont du Centenaire. Les six derniers virent le jour à l'occasion de l'Exposition universelle de 1992.

## Utilisations du canal
Le canal est navigable et est utilisé à des fins commerciales et touristiques. Le port commercial de Séville prend en charge autant les marchandises d'ordre général (produits sidérurgiques) que le vrac (céréales, engrais naturels, etc.), les marchandises liquides (huile), les conteneurs et les rouliers. Les navires de commerce peuvent remonter la darse jusqu'au pont de las Delicias. Des compagnies touristiques comme CroisiEurope proposent des croisières sur le Guadalquivir qui, partant en aval du pont de los Remedios, descendent jusqu'à l'océan Atlantique. Des compagnies touristiques locales proposent en outre des descentes de la darse en bateau-mouche.
La darse est aussi utilisée à des fins sportives. Le très faible courant en fait un plan d'eau idéal pour pratiquer des sports nautiques comme l'aviron ou le canoë. Il est de plus possible de pêcher dans la darse : on y trouve notamment des achigans.

## Galerie d'images

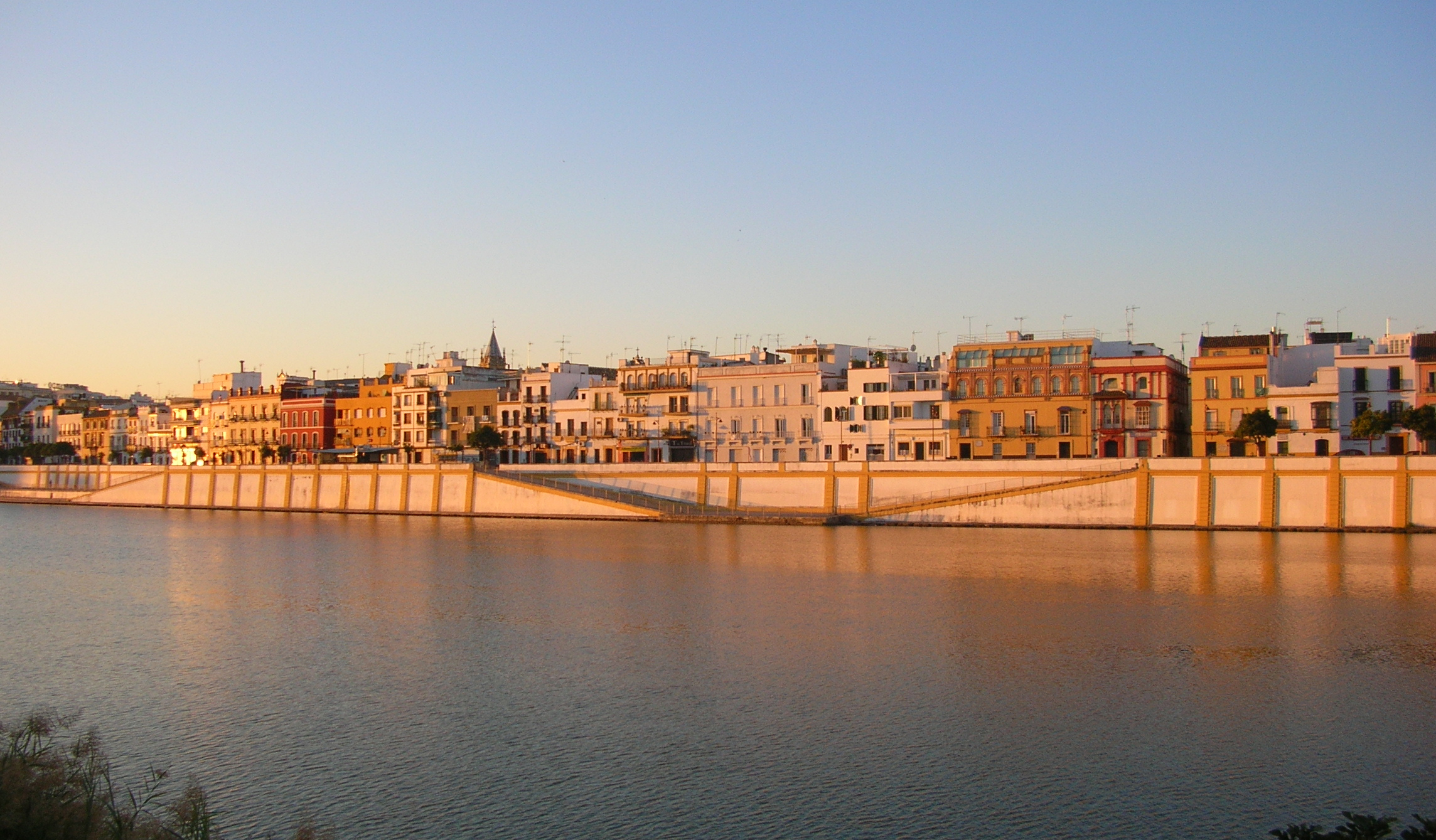
Le canal Alphonse-XIII et la rue Betis, dans le district de Triana.
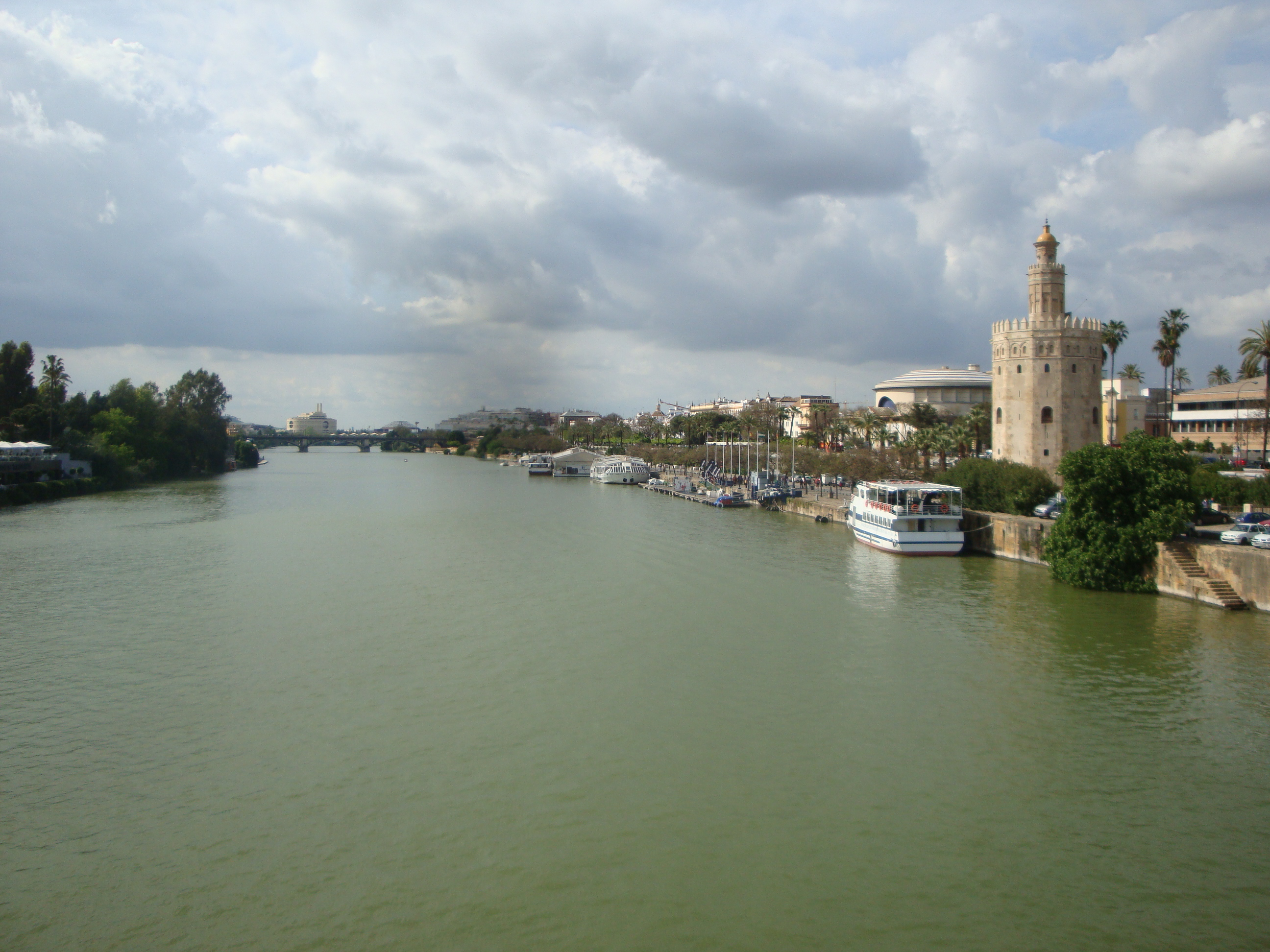
Le canal Alphonse-XIII avec, à droite, la Torre del Oro et le quartier d'El Arenal.
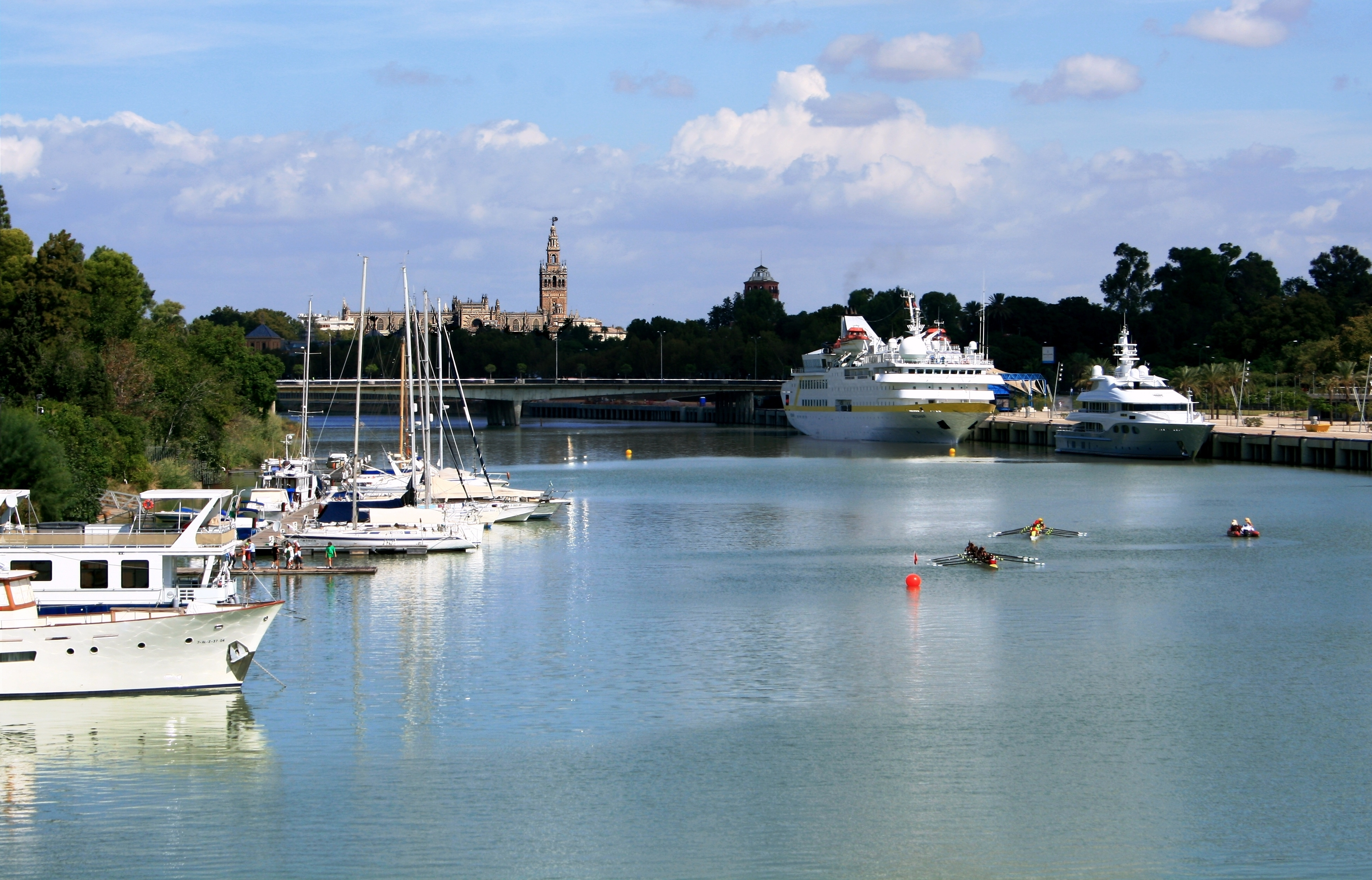
Navire de croisière, navires de plaisance et bateaux d'aviron sur le canal Alphonse-XIII, juste en aval du pont de Los Remedios.
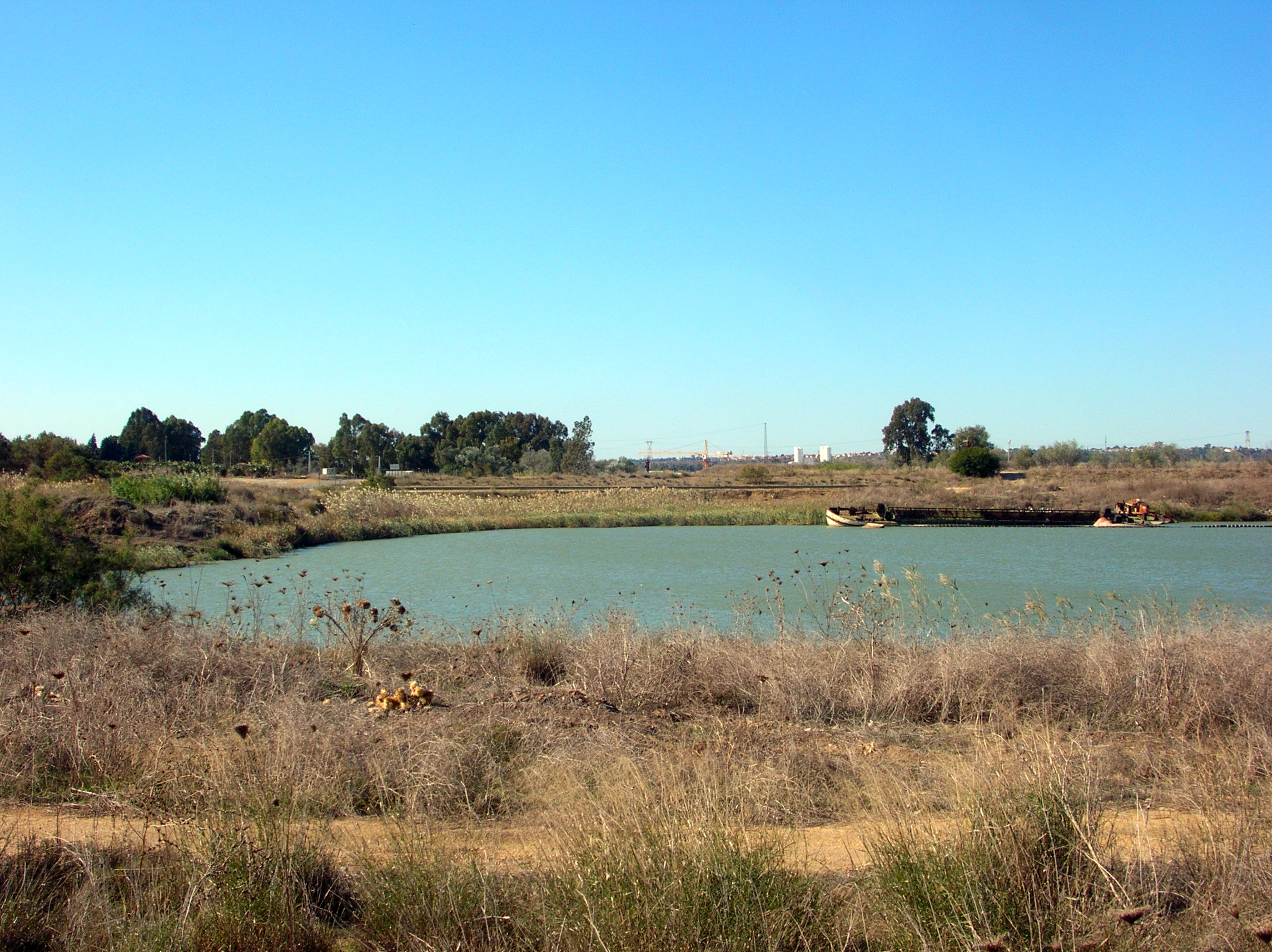
Bras mort du canal Alphonse-XIII, situé en aval du port.
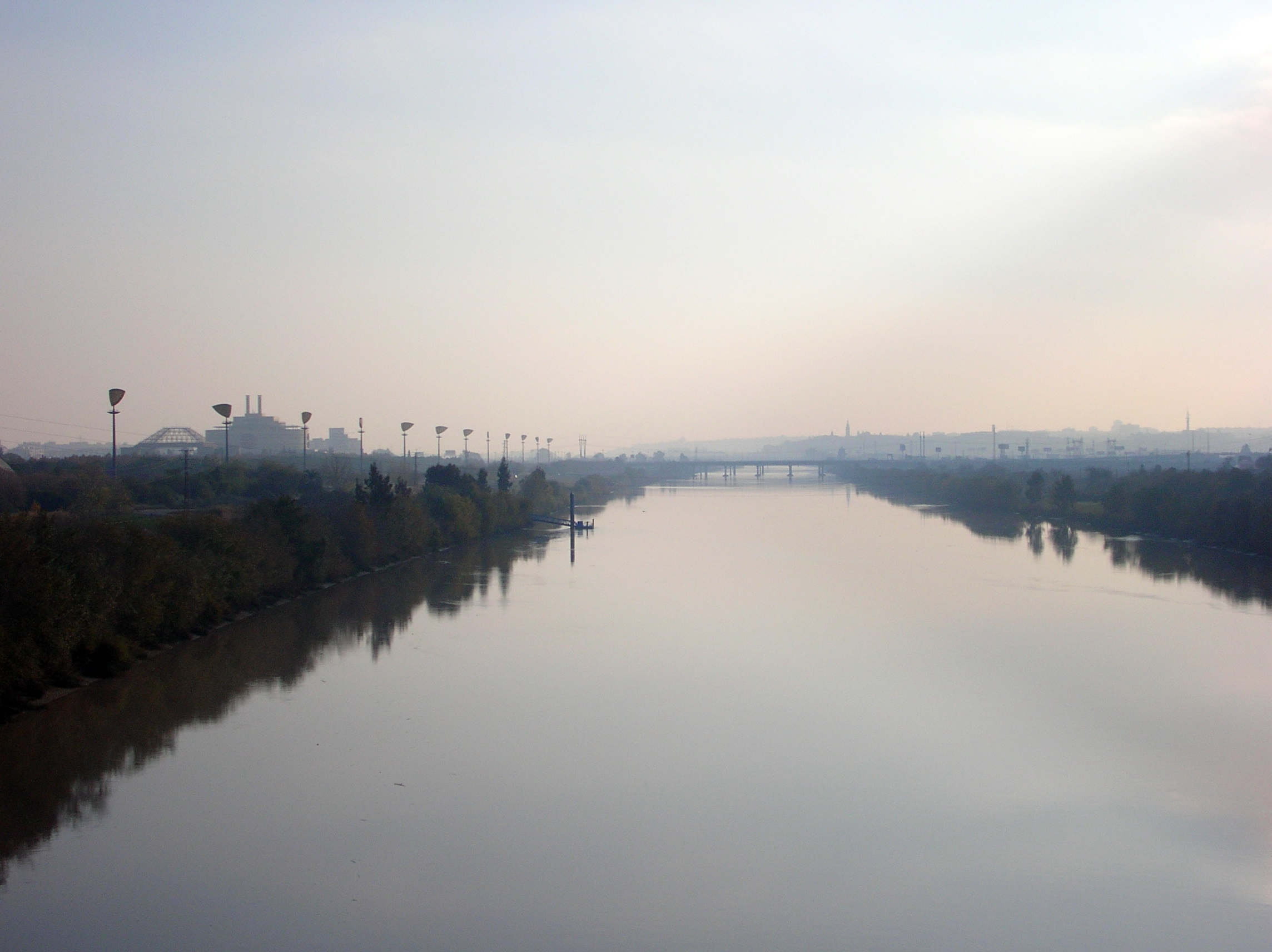
Le Guadalquivir longeant l'ouest de la ville par la Corta de Cartuja.